# فالي بارك (ميسيسيبي)
فالي بارك (بالإنجليزية: Valley Park, Mississippi)‏ هي منطقة سكنية تقع في الولايات المتحدة في مقاطعة إساكينا. يقدر عدد سكانها وترتفع عن سطح البحر 28.96 متر.